# ناوميتشي سوزوكي
ناوميتشي سوزوكي (مواليد سنة 14 مارس 1981) (باليابانية: 鈴木 直道) هو سياسي ياباني يشغل حاليًا منصب حاكم هوكايدو. وقد شغل سابقًا منصب عمدة مدينة يوباري لفترتين متتاليتين من 2011 إلى 2019. كما خدم في مكتب إستراتيجية السيادة الإقليمية التابع لمكتب مجلس الوزراء، ورئيسًا لقسم الشؤون العامة في إدارة الشؤون العامة في مكتب حاكم طوكيو.

## مسيرته
ولد سوزوكي في مدينة كاسوكابي بمحافظة سايتاما، وترعرع في مدينة ميساتو في نفس المحافظة. التحق بمدرسة ميساتو الثانوية في مدينة ميساتو. عاش مع والدته بسبب طلاق والديه. لم يتمكن من الالتحاق بالجامعة بسبب مشاكل اقتصادية.
في سن 18 سنة، اجتاز امتحان التوظيف للموظفين في العاصمة طوكيو ودخل حكومة طوكيو متروبوليتان في أبريل 1999 كموظف. في أبريل 2000، حصل على قبول في جامعة هوساي وتخرج من كلية الحقوق بالجامعة في عام 2004. في الجامعة شغل منصب قائد نادي الملاكمة وكان الوصيف في عام 2002 في البطولة الرياضية الوطنية في مسابقة الملاكمة. [بحاجة لمصدر]
في نوفمبر 2010 أظهر نيته الترشح لانتخابات بلدية يوباري وتقاعد من حكومة مدينة طوكيو. ترشح بشكل مستقل لانتخاب العمدة. في أبريل 2011، في عمر 30 عامًا وشهرًا واحدًا، أصبح سوزوكي أصغر عمدة يتم انتخابه على الإطلاق من أي مدينة في البلاد. كان مدعومًا من الحزب الليبرالي الديمقراطي الياباني وحزب كوميتو الجديد.
في مارس 2013، تم اختيار سوزوكي ضمن «القادة العالميين الشباب» من قبل المنتدى الاقتصادي العالمي الذي استضاف مؤتمر دافوس.
في عام 2014، شارك في وزارة المالية كخبير في مجلس النظام المالي. [بحاجة لمصدر]
في أبريل 2015، أعيد انتخابه رئيسًا لبلدية يوباري.
في 29 يناير 2019، أعلن عن نيته الترشح دون انتماء في انتخاب حاكم هوكايدو بعد انتهاء ولايته كرئيس للبلدية. وفي مقابلة، قال للصحافيين إن الحزب الليبرالي الديمقراطي وكوميتو سيدعمانه.
في 7 أبريل 2019، تم انتخابه لأول مرة بفوزه في انتخابات حاكم هوكايدو.